# Hemipeplus hemipterus
Hemipeplus hemipterus là một loài bọ cánh cứng trong họ Mycteridae. Loài này được Berthold năm Latreille miêu tả khoa học năm 1827.